# Летающие Звёзды
«Летающие Звёзды» (сербохорв. Летеће звезде / Leteće zvijezde) — бывшая авиационная пилотажная группа Военно-воздушных сил СФРЮ, затем Союзной Республики Югославия. Расформирована в 2000 году.

## История

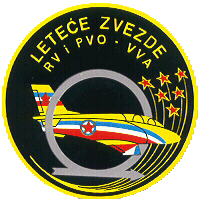
Эмблема авиационной пилотажной группы «Летающие Звёзды» (1985-1991)

Группа была образована в 1985 году на авиабазе в Задаре как часть 105-го истребительно-бомбардировочного полка ВВС СФРЮ и стала летать на самолётах югославского производства СОКО Ј-21 Јастреб. На этих самолётах группа летала до 1990 года, когда они были заменены на более современные СОКО Г-4 Супер Галеб, которые были сконструированы по подобию британского BAE Hawk. В том же году группа перебазировалась на аэродром в Подгорице. Начавшаяся югославская война развалила сначала группу, а потом и всё государство Югославия.

## Ссылки

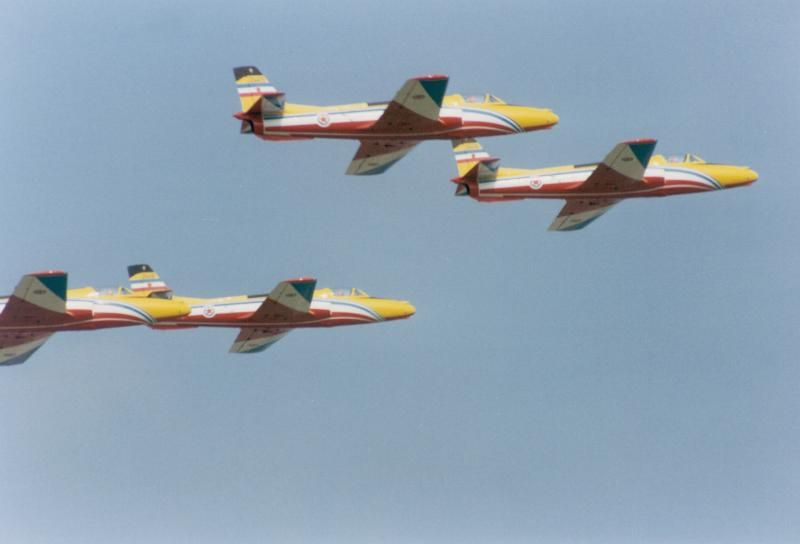
Группа на J-21 в 1989 году